# الپورت (پنسیلوانیا)
الپورت، پنسیلوانیا (به انگلیسی: Allport, Pennsylvania) یک منطقهٔ مسکونی در ایالات متحده آمریکا است که در پنسیلوانیا واقع شده‌است.

## خصوصیات
الپورت ۲۶۴ نفر جمعیت دارد.